# Ödåkra
Ödåkra (på dansk: Øager, byen var oprindelig en "ø" ude i et kær; ”d” er tilføjet efter 1658, og findes ikke på dansk) er en skånsk by med 4.920(2010) indbyggere. Byen ligger ca. otte kilometer nord for Helsingborg i Helsingborgs kommune.
Väla centrum (Væle center, efter stednavnet Vejle, vadested), er et af Storkøbenhavnområdets (Øresundsregionens) og Sveriges største indkøbscentre, beliggende i den sydlige udkant af Ödåkra/Øager.
Byen var længe domineret af den største arbejdsgiver spritfabrikken, der fremstillede Øager Taffel Akvavit. I dag er fabrikken omdannet til samlingspunkt med blandt andet et 1.400 kvadratmeter stort kunstgalleri. Der er en jernbanestation på Vestkystbanen og for Øresundstogene i byen.